# Oliver Leese
El tinent general Sir Oliver William Hargreaves Leese, 3r baronet, KCB, CBE, DSO (27 d'octubre de 1894 - 22 de gener de 1978) va ser un oficial superior de l'exèrcit britànic que va prestar un servei actiu distingit durant les dues guerres mundials. Va comandar el XXX Cos al nord d'Àfrica i Sicília, servint sota el comandament del general Sir Bernard Montgomery, abans de passar a comandar el Vuitè Exèrcit a la campanya d'Itàlia durant la major part de 1944.

## Biografia

### Primers anys de vida i Primera Guerra Mundial
Oliver William Hargreaves Leese va néixer el 27 d'octubre de 1894 a St. Ermin's, Westminster, Londres, el primer de quatre fills de William Hargreaves Leese (més tard 2n baronet ), advocat, i Violet Mary Sandeman. Es va educar a Ludgrove i Eton. El 1909, mentre era a Eton, es va unir al Cos d'Entrenament d'Oficials (OTC).
A principis de la Primera Guerra Mundial, es va unir a l'exèrcit britànic i va ser gasetat a la Reserva Especial d'Oficials com a sotstinent dels Coldstream Guards el 15 de setembre de 1914, i més tard a les Forces Terrestres el 15 de maig de 1915. Tot i rebre només cinc setmanes d'entrenament, Leese va ser enviat a França a mitjans d'octubre de 1914 i va ser destinat al 3r Batalló dels Coldstream Guards, que formava part de la 4a Brigada (de la Guàrdia) de la 2a Divisió, prop d'Ypres, Bèlgica. Tanmateix, el 20 d'octubre, una setmana abans del 20è aniversari de Leese, va ser ferit, la primera de les tres ferides que rebria durant la guerra, després de ser colpejat per metralla a l'esquena.
Va tornar a Anglaterra per rebre tractament i, el 1915, va tornar a França, servint aquesta vegada amb el 2n Batalló de la Guàrdia Coldstream, que també formava part de la 4a Brigada de la 2a Divisió, on va experimentar la guerra de trinxeres durant la major part de l'any. Al juliol va patir una segona ferida i va rebre múltiples ferides a la cara, però va romandre de servei. Al setembre, el seu batalló, ara transferit a la 1a Brigada de la Guàrdia de la recentment creada  Divisió de la Guàrdia, va lluitar a la batalla de Loos i, el 3 d'octubre, Leese va ser ascendit a tinent. Els següents mesos es van dedicar a la defensa de les trinxeres, sense que es produïssin enfrontaments importants.
Leese va ser ferit per tercera vegada durant l'ofensiva del Somme el setembre de 1916, una acció en la qual va ser esmentat als despatxos i va ser guardonat amb l'orde del Servei Distingit (DSO) . La citació a la seva DSO, que es va publicar al butlletí oficial el novembre de 1916, deia:
| « | Per la seva valentia conspícua en acció. Va liderar l'assalt contra una part fortament controlada de la línia enemiga, que estava aturant tot l'atac. Va donar compte personalment de molts dels enemics i va permetre que l'atac continués. Va ser ferit durant la lluita. | » |

### Període d'entreguerres
Després de la guerra, va romandre a l'exèrcit britànic, sent ascendit a capità el 1921, i assistint a l'Escola d'Estat Major de Camberley de 1927 a 1928. Va tornar breument al seu batalló després de graduar-se, i el novembre de 1929 va ser nomenat major de brigada de la 1a Brigada d'Infanteria (Guàrdies) i va ser ascendit formalment a major uns dies després Va ser ascendit a tinent coronel provisional el juliol de 1933.
El 18 de gener de 1933, Leese es va casar amb Margaret Alice (mort el 1964), néta de Sir Baldwyn Leighton, 8è baronet, filla de Cuthbert Leighton (recte Leicester-Warren), DL, JP, (1877–1954), de Tabley House, Knutsford, i Hilda Margaret Davenport; no van tenir fills. El germà de Lady Leese va ser l'últim de la línia a posseir la finca de Tabley, que després de la seva mort va ser finalment adquirida per la Universitat de Manchester.
De 1932 a 1938, Leese va ocupar diversos càrrecs a l'estat major i va ser ascendit a tinent coronel el desembre de 1936, a coronel brevetat el setembre de 1938 i a coronel l'octubre de 1938. El setembre de 1938 va ser destinat a l'Índia per ser instructor GSO1 a l'Escola d'Estat Major de Quetta. Havia succeït al títol de baronet a la mort del seu pare el 17 de gener de 1937.

### Segona Guerra Mundial

#### França i Bèlgica
La Segona Guerra Mundial va començar mentre Leese encara era a l'Índia, com a instructor en cap de l'Acadèmia de l'Estat Major de Quetta. Cada curs normalment durava dos anys, però s'havia reduït a un sol any a causa de l'esclat de la guerra, amb plans per reduir-lo a cinc mesos per permetre que es formessin més oficials d'estat major en els exèrcits britànic i britànic-indi, que s'expandien ràpidament. Malgrat això, i el fet que Leese va ser seleccionat com a possible comandant de l'acadèmia, estava ansiós per tornar a Europa, on segurament hi hauria combats. El seu desig va ser concedit el març de 1940 i va tornar a Anglaterra a finals d'aquell mes.
Poc després de la seva arribada, va assumir el comandament de la 20a Brigada d'Infanteria Independent (Guàrdia), reclutada a corre-cuita, que havia de participar en la campanya noruega, finalment condemnada al fracàs, tot i que això no va succeir. A causa de la invasió de l'Europa Occidental per part de l'exèrcit alemany, que va començar el 10 de maig, Leese va rebre un senyal que li ordenava anar a França i informar al general Lord Gort, comandant en cap (C-in-C) de la Força Expedicionària Britànica. Va ser assignat per actuar com a sotscap d'estat major del tinent general Henry Pownall. Leese va arribar al Quarter General (GHQ) de la BEF, i després a Arràs, el vespre de l'assalt alemany. L'11 de maig va ser ascendit al rang interí de Major-general, després d'haver estat ascendit al rang interí de brigadier només nou dies abans. Quatre dies després de la seva arribada, va establir un Quarter General Avançat a Renaix per estar més a prop de la BEF, ara estacionada a la línia Dyle. Durant els dies següents, la BEF va començar a retirar-se a una sèrie de línies fluvials i el QG de Gort es va traslladar a Wahagnies.
El 18 de maig, amb la situació empitjorant dia a dia, Leese va preparar un pla d'emergència perquè la BEF es retirés a Dunkerque, tot i que era políticament impossible dur a terme el pla en aquell moment. Els esdeveniments van evolucionar ràpidament i el GHQ es va traslladar diverses vegades, arribant finalment a Last Panne, Bèlgica , dins del perímetre de Dunkerque, el 26 de maig. Durant els dies següents, l'estat major va treballar frenèticament per supervisar la retirada i evacuació de la BEF al Regne Unit, seguint en gran manera el mateix pla que Leese havia dissenyat. Ell mateix va ser evacuat el 31 de maig. Al llarg de la campanya, Leese va ser "un model de fortalesa serena i impertorbable durant la retirada a Dunkerque" i qui "més que ningú, va imposar cert ordre a la retirada i evacuació de la BEF" mentre s'exaltava amb confiança.
Unes setmanes després del seu retorn al Regne Unit, i després de renunciar al seu rang interí de general de divisió, Leese va rebre l'ordre de formar i entrenar un gran grup de brigada, la 29a Brigada d'Infanteria. La brigada estava composta per quatre batallons, en lloc dels tres habituals, que acabaven de tornar de l'Índia, juntament amb diverses unitats de suport com artilleria i enginyers. El 30 de desembre de 1940, va ser ascendit de nou al rang interí de general de divisió i se li va donar el comandament de la Divisió del Comtat de West Sussex, que ambé incloïa la 29a Brigada. Un mes després va ser nomenat Oficial General Comandant (GOC) de la 15a Divisió d'Infanteria (Escocesa). Va mantenir el comandament de la divisió fins a mitjans de juny.
Al mateix temps, va estar encantat de ser seleccionat per convertir-se en Comandant en Cap de la Divisió Blindada de la Guàrdia, recentment creada , durant la seva formació i entrenament. La divisió inicialment comprenia les Brigades Blindades de la Guàrdia 5a i 6a, les quals tenien tres regiments blindats i un batalló d'infanteria motoritzada, juntament amb el Grup de Suport de la Guàrdia que comandava dos regiments d'artilleria de camp, un regiment antitanc, un regiment antiaeri lleuger (LAA) i un batalló d'infanteria amb camions. Els regiments blindats de la 5a i 6a Brigades eren tots anteriorment batallons d'infanteria de la Brigada de la Guàrdia i van haver de ser reentrenats, tot i que això es va veure obstaculitzat per un equipament deficient, alhora que van haver d'adoptar noves tècniques d'entrenament de batalla. "Una personalitat enèrgica, Leese va demostrar ser extremadament enèrgic a l'hora d'aconseguir el que volia del Ministeri de Guerra i després va impulsar els seus homes amb força per crear una divisió completament ben organitzada en un temps relativament curt." El seu rang va ser ascendit a major general temporal al novembre, i es va convertir en substantiu al desembre.

#### Nord d'Àfrica i Sicília

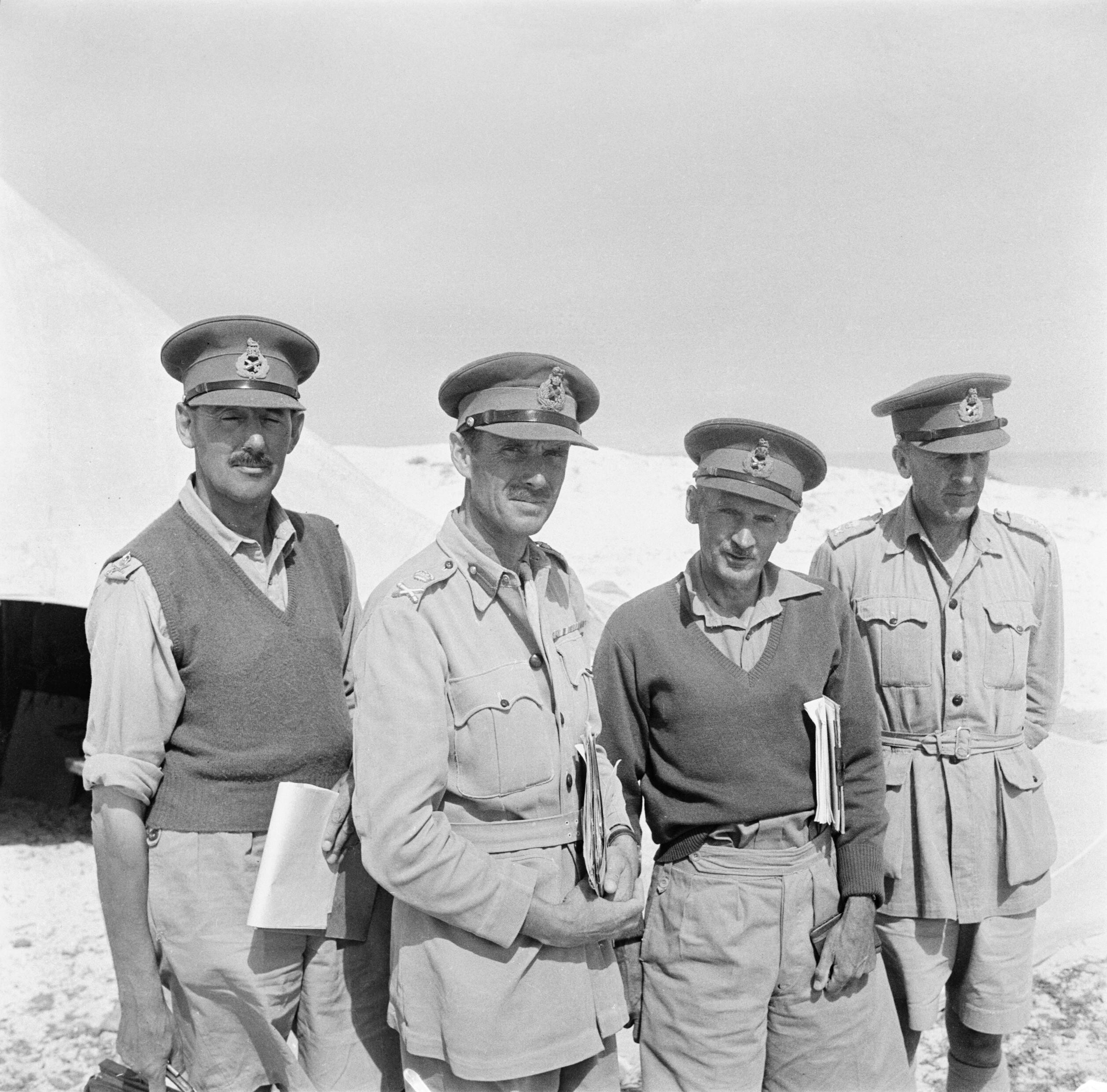
D'esquerra a dreta: Oliver Leese, Herbert Lumsden, Bernard Montgomery i Brian Horrocks.

El setembre de 1942, Leese va rebre ordres noves i inesperades i va ser enviat a Egipte a petició del tinent general Bernard Montgomery, el comandant recentment nomenat del Vuitè Exèrcit britànic al desert occidental. Leese va deixar el Regne Unit el 12 de setembre i va arribar a Egipte dos dies després. Va assumir el comandament, com a tinent general en funcions, del XXX Cos. Montgomery s'havia format una alta opinió de Leese quan havia estat un dels instructors de Leese a l'Acadèmia de l'Estat Major a finals de la dècada de 1920, i aquesta opinió s'havia reforçat amb la feina de Leese durant l'evacuació de Dunkerque.
Leese va comandar el XXX Cos durant la Segona Batalla d'El Alamein i durant la resta de la campanya del nord d'Àfrica, que va acabar a Tunis el maig de 1943, i va ser esmentat als Despatxos pels seus serveis.
Després d'un breu descans, el XXX Cos va participar en la invasió aliada de Sicília entre juliol i agost de 1943 abans de tornar al Regne Unit per preparar-se per a la invasió aliada del nord-oest d'Europa. Un any després de ser ascendit al rang interí de tinent general, va ser nomenat tinent general temporal al setembre.

#### Itàlia

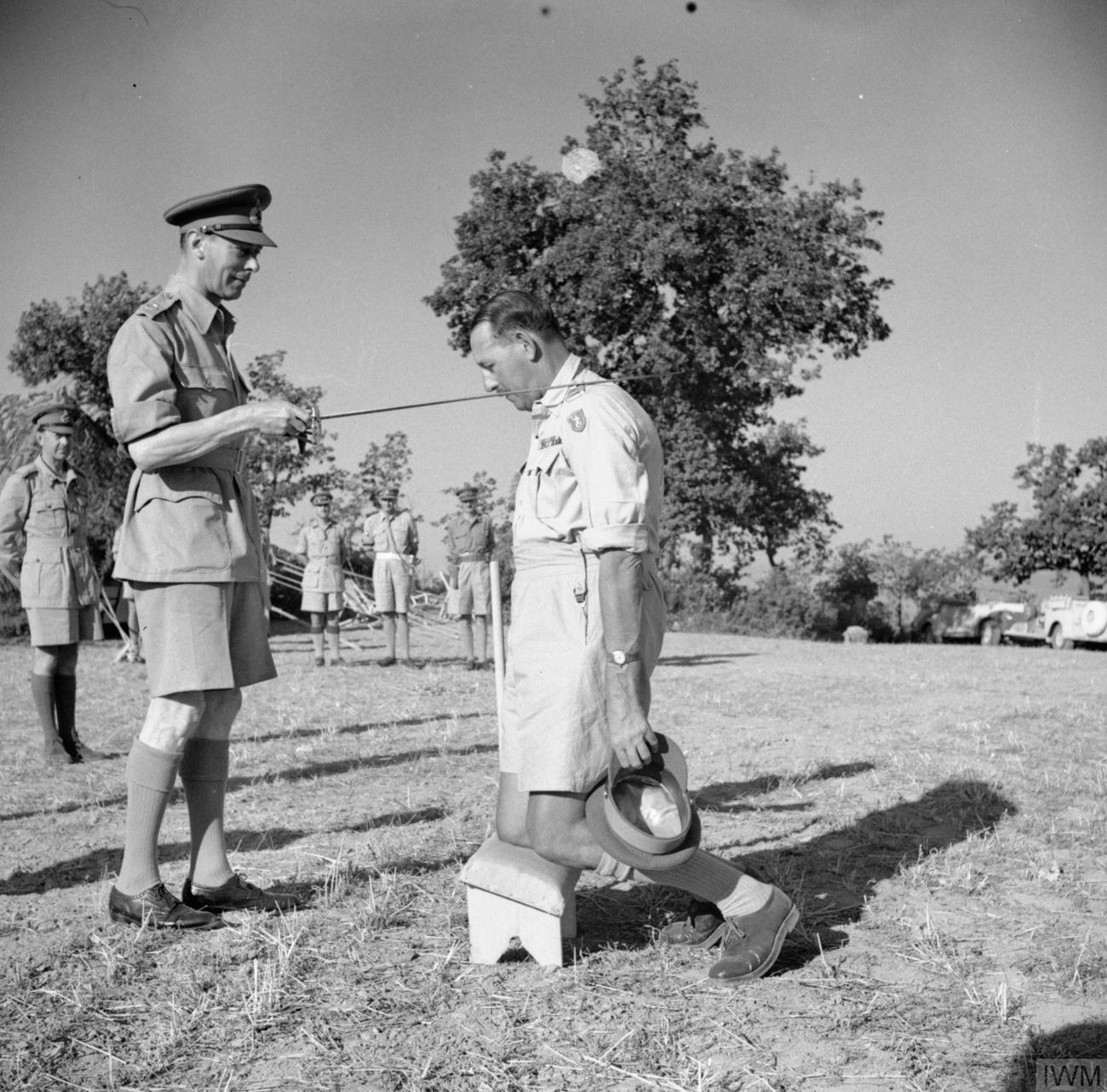
Leese rebent el títol de cavaller al camp de batalla del rei Jordi VI el 26 de juliol de 1944.

El 24 de desembre de 1943, però, Leese va rebre l'ordre d'anar a Itàlia per succeir Montgomery com a comandant del Vuitè Exèrcit. Quan Leese va arribar, va descobrir que el Vuitè Exèrcit havia arribat a la seva primera aturada forçada. Tant aquest exèrcit com el Cinquè Exèrcit dels Estats Units del tinent general Mark W. Clark (ambdós formaven el 15è Grup d'Exèrcits sota el comandament del general Sir Harold Alexander) s'havien encallat davant de la Línia d'Hivern alemanya. A part d'una acció menor a mitjans de gener de 1944, el seu exèrcit va romandre estàtic fins al maig de 1944. Això li va permetre el temps i l'oportunitat de conèixer els homes i les formacions sota el seu control.
El maig de 1944, després de presenciar com el Cinquè Exèrcit de Clark participava en nombrosos intents de trencar la Línia d'Hivern, va dirigir el seu exèrcit durant la quarta i última batalla de Monte Cassino. Després va dirigir el seu exèrcit durant l'Operació Olive, un assalt a la Línia Gòtica més tard aquell mateix any. Tot i ser una victòria, no va complir les expectatives i no va posar fi aviat als combats a Itàlia. A Leese no li agradava treballar al costat de Mark W. Clark , que comandava l'exèrcit americà. El seu rang de tinent general es va fer permanent el juliol de 1944.

#### Birmània i l'Extrem Orient

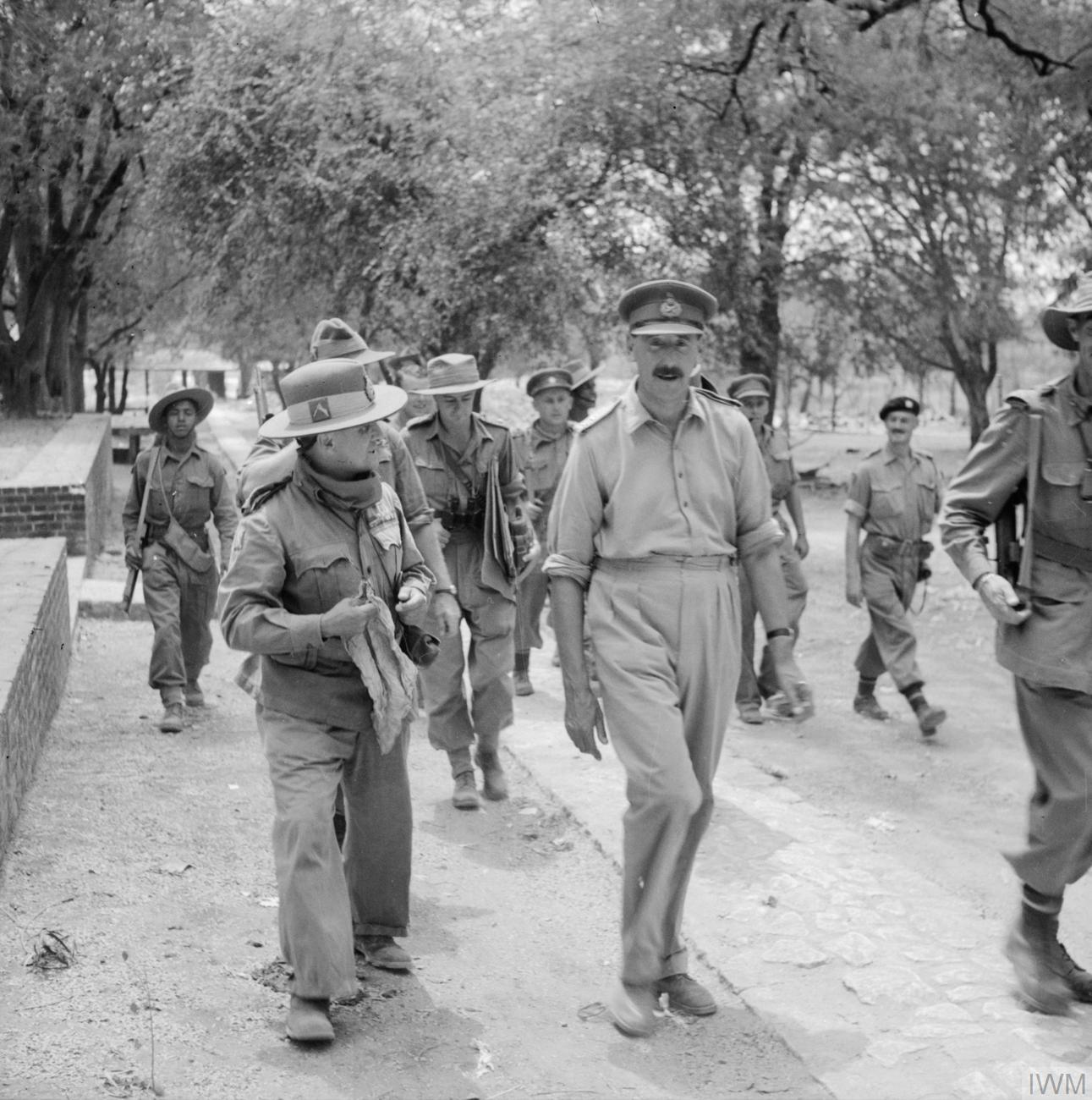
Leese (dreta) parla amb Thomas Rees, Comandant de l'Exèrcit de la 19a Divisió d'Infanteria Índia, Mandalay, 19 de març de 1945

A finals de setembre de 1944, va ser nomenat Comandant en Cap (C-in-C) de l'Onzè Grup d'Exèrcits, amb base a l'Índia i dirigint operacions a Birmània, tot i que no va poder assumir el comandament fins al novembre, quan ja havia estat rebatejat com a Forces Terrestres Aliades del Sud-est Asiàtic (ALFSEA). Leese considerava l'estructura de comandament existent ineficient i va procedir a nomenar antics membres del seu estat major del Vuitè Exèrcit. Els mètodes dels dos estats majors eren diferents i els nouvinguts estaven ressentits. Com va expressar a les seves memòries el tinent general William Slim, que comandava el Catorzè Exèrcit de l'ALFSEA , "el seu estat major... tenia molta sorra del desert a les sabates i estava força inclinat a ficar-nos el Vuitè Exèrcit a la gola". L'ALFSEA va lliurar una campanya reeixida a Birmània que va culminar amb la recuperació de Yangon a principis de maig de 1945, després d'haver-la perdut el 1942 a causa de l'avanç japonès en aquell moment.
Leese creia que Slim estava molt cansat, considerant els seus anys de servei lluitant a Birmània i haver demanat permís un cop presa Rangoon, i va proposar que fos substituït pel tinent general Philip Christison. Aquest últim va ser seleccionat com a possible substitut de Slim, a causa de la seva experiència en la guerra amfíbia, que seria adequada per a la propera ofensiva de l'ALFSEA que incloïa un desembarcament marítim per recuperar la Malàisia britànica. Com a resultat, Leese va triar Slim per comandar el nou Dotzè Exèrcit, per fer front a la tasca menys exigent de netejar les forces japoneses restants a Birmània. Leese va malinterpretar la situació i va creure que Slim estava d'acord amb aquestes decisions. De fet, Slim va reaccionar dient al seu estat major que havia estat acomiadat i va escriure a Leese i al general Sir Claude Auchinleck, el comandant en cap de l'Índia, per dir que rebutjaria el nou càrrec i dimitiria de l'exèrcit en protesta. Un cop va circular la notícia, hi va haver una oposició massiva dins del Catorzè Exèrcit. Sense el suport dels seus superiors, Leese es va veure obligat a reincorporar Slim. La reacció política va provocar que Leese fos destituït del comandament i substituït per Slim.

### Postguerra
Richard Mead, a Churchill's Lions, va argumentar que Leese va ser ingenu en la seva decisió, Slim petulant, i Mountbatten (el superior de Leese) tortuós a causa del canvi de posició de donar suport a Leese a oposar-s'hi. La carrera de Leese va patir i va tornar al Regne Unit per ser Comandant en Cap del Comandament Oriental, un descens significatiu des d'haver estat un dels tres únics comandants de grup d'exèrcits de l'exèrcit britànic. Es creu que el seu ascens a general va ser bloquejat per Mountbatten i Leese es va retirar de l'exèrcit el gener de 1947.
Leese es va convertir en un horticultor reconegut , va escriure llibres sobre cactus i va mantenir un jardí molt conegut a casa seva, Lower Hall a Worfield, Shropshire. Tot i ser un jugador de criquet entusiasta, només va tenir un èxit modest com a batedor a l'Eton XI de 1914 i va ser relegat al 12è home per al partit Eton vs Harrow d'aquell any, però va ser president del Marylebone Cricket Club el 1965. Va exercir com a Alt Xèrif de Shropshire el 1958.
El 10 d'abril de 1960, Leese va aparèixer com a concursant al programa concurs estatunidenc What's My Line?. Després de l'amputació de la cama dreta el 1973, Leese, vidu durant els últims anys de la seva vida després de la mort de la seva dona Margaret el 1965, es va traslladar a Gal·les a una casa anomenada Dolwen a Llanrhaeadr-ym-Mochnant, prop d'Oswestry. Va morir allà després d'un atac de cor el 22 de gener de 1978, als 83 anys, i va ser enterrat a l'església parroquial de Worfield .

## Dates de promoció
Tinent de 2a - 15/05/1915
 Tinent - 05/09/1915
 Capità - 01/04/1921
 Major - 30/11/1929
 Tinent Coronel - 17/12/1936 (en funcions: 01/07/1933)
 Coronel - 18/10/1938, antiguitat 01/07/1936 (en funcions: 28/09/1938)
 Brigadier -  2/5/1940 (en funcions)
 Major General - 12/12/1941, antiguitat 26/10/1941 (en funcions: 11/5/1940)
 Tinent General - 31/07/1944

## Condecoracions
Cavaller Comandant de l'orde del Bany - 14/10/1943
 Company de l'orde del Bany - 24/11/1942
 Comanador de l'orde de l'Imperi Britànic - 11/7/1940
 Company de l'orde del Servei Distingit
 Estrella de 1914
 Medalla Britànica de la Guerra 1914-20
 Medalla de la Victòria 1914-1918 amb insígnia de Menció als Despatxos
 Estrella de 1939-45
 Estrella d'Àfrica amb Distinctiu "8è Exèrcit"
 Estrella d'Itàlia
 Estrella de Birmània
 Medalla de la Guerra 1939-1945 amb insígnia de Menció als Despatxos
 Comandant de la Legió del Mèrit (Estats Units)
 Creu de Plata de l'orde Virtuti Militari (Polònia)
 Cavaller de la Legió d'Honor (França)
 Creu de Guerra 1939-1945 (França)